# 這條路上：百年童謠的誕生
《這條路上：百年童謠的誕生》2019年1月11日在日本上映的電影。故事講述了北原白秋（大森南朋飾演）出生於日本福岡縣一富裕商人之家，天性狂野，他從中學時期就開始投稿詩作，隨後發表一系列童謠創作，成為家喻戶曉的音樂詩人。   個性嚴謹的山田耕筰（AKIRA飾演）是日本最早的古典音樂作曲家之一，他從柏林留學回國後，就開始致力於國內古典音樂的創作與指揮，而他也從事童謠創作，最著名作品是〈紅蜻蜓〉 。 兩位個性與風格南轅北轍藝術家，原本王不見王，卻因大時代因素而聚首，組成童謠詞曲二人組，替全日本的孩童，創作出許多經典童謠，帶來快樂童年時光。 本片將兩人數十年動人的友誼，首次搬上大銀幕，保證將讓觀眾笑淚交織。